# Ункафов куп нација 1999.
Ункафов куп нација 1999. био је пети по реду Ункафов Куп нација, првенство Централне Америке за фудбалске тимове мушких националних савеза. Организовао га Фудбалски савез Централне Америке (УНКАФ), а одржан је у Костарики од 17. до 28. марта 1997. године.
Екипа домаћина, Костарике, победила је у финалној групи турнира. Костарика се затим аутоматски квалификовала, поред другопласиране Гватемале и трећепласираног Хондураса за Златни куп Конкакафа 2000. године.

## Стадион и град домаћин
| Сан Хосе | Сан Хосе          |
| -------- | ----------------- |
| Сан Хосе | Стадион Насионал  |
| Сан Хосе | Капацитет: 25.000 |
| Сан Хосе |                   |

## Групна фаза
Све утакмице су одигране у Сан Хосеу.

### Група А
| Репрезентација | Ута | Поб | Нер | Изг | ГД | ГП | ГР  | Бод |
| -------------- | --- | --- | --- | --- | -- | -- | --- | --- |
| Хондурас       | 2   | 2   | 0   | 0   | 6  | 1  | +5  | 6   |
| Костарика      | 2   | 1   | 0   | 1   | 7  | 1  | +6  | 3   |
| Белизе         | 2   | 0   | 0   | 2   | 1  | 12 | −11 | 0   |

| Костарика                                                                                                   | 7 : 0 | Белизе |
| --- | ----- | ------ |
| Пауло Ванчоп 2’ · Роландо Фонсека 17’, 72’ · Фројлан Ледезма 27’, 32’ · Џафет Сото 54’ · Џералд Драмонд 79’ |       |        |

| Хондурас                                                                                                   | 5 : 1 | Белизе             |
| --- | ----- | ------------------ |
| Самуел Кабаљеро 13’ · Милтон Нунез 34’ · Амадо Гевара 65’ · Хосе Франциско Рамирез 77’ · ренан Бенгуче 85’ |       | Вилмер Гарсија 57’ |

| Хондурас         | 1 : 0 | Костарика |
| ---------------- | ----- | --------- |
| Карлос Павон 14’ |       |           |

### Група Б
| Репрезентација | Ута | Поб | Нер | Изг | ГД | ГП | ГР | Бод |
| -------------- | --- | --- | --- | --- | -- | -- | -- | --- |
| Гватемала      | 2   | 1   | 1   | 0   | 2  | 1  | +1 | 4   |
| Салвадор       | 2   | 1   | 1   | 0   | 2  | 1  | +1 | 4   |
| Никарагва      | 2   | 0   | 0   | 2   | 0  | 2  | -2 | 0   |

| Гватемала     | 1 : 0 | Никарагва |
| ------------- | ----- | --------- |
| Хули Роде 51’ |       |           |

| Гватемала       | 1 : 1 | Салвадор             |
| --------------- | ----- | -------------------- |
| Карлос Руиз 27’ |       | Магдонио Коралес 21’ |

| Салвадор             | 1 : 0 | Никарагва |
| -------------------- | ----- | --------- |
| Магдонио Коралес 34’ |       |           |

## Финална фаза
| Репрезентација | Ута | Поб | Нер | Изг | ГД | ГП | ГР | Бод |
| -------------- | --- | --- | --- | --- | -- | -- | -- | --- |
| Костарика      | 3   | 2   | 0   | 1   | 6  | 2  | +4 | 6   |
| Гватемала      | 3   | 2   | 0   | 1   | 3  | 1  | +2 | 6   |
| Хондурас       | 3   | 2   | 0   | 1   | 5  | 4  | +1 | 6   |
| Салвадор       | 3   | 0   | 0   | 3   | 1  | 8  | -7 | 0   |

| Костарика           | 1 : 0 | Гватемала |
| ------------------- | ----- | --------- |
| Роландо Фонсека 34’ |       |           |

| Хондурас                                           | 3 : 1 | Салвадор              |
| -------------------------------------------------- | ----- | --------------------- |
| Милтон Нуњез 44’, 77’ · Хосе Франциско Рамирез 90’ |       | Нелсон Квинтаниља 62’ |

| Гватемала         | 1 : 0 | Салвадор |
| ----------------- | ----- | -------- |
| Фреди Гарсија 55’ |       |          |

| Костарика           | 1 : 2 | Хондурас                                         |
| ------------------- | ----- | ------------------------------------------------ |
| Роландо Фонсека 36’ |       | Рејналдо Клаваскин 10’ (пен.) · Карлос Павон 75’ |

| Костарика                                                                        | 4 : 0 | Салвадор |
| -------------------------------------------------------------------------------- | ----- | -------- |
| Стивен Брајс 13’ · Рандал Ро 42’ · Роналдо Фонсека 46’ · Пауло Ванчоп 53’ (пен.) |       |          |

| Хондурас | 0 : 2 | Гватемала                         |
| -------- | ----- | --------------------------------- |
|          |       | Хулио Родас 8’ · Мартин Мачон 89’ |

## Достигнућа
| Најбољи играч Роландо Фонсека | Победник Ункафовог купа нација 1999. Костарика 3° титула | Најбољи стрелац Роландо Фонсека (5 голова) |

- Костарика,  Гватемала и  Хондурас су се аутоматски квалификовали за Конкакафов златни куп 2000..  Салвадор је ушао у плеј-оф за квалификације са  Канадом,  Хаитијем и  Кубом.